# Stazione di Denmark Hill
La stazione di Denmark Hill è una stazione posta sulla South London Line e sulla diramazione di Catford, a servizio dell quartiere omonimo, nel borgo londinese di Southwark.

## Strutture e impianti
Nell'area della stazione di Denmark Hill, i binari corrono sotto il livello della strada, con il breve Tunnel Grove a un'estremità e il cavalcavia di Denmark Hill Road dall'altra.
La stazione ha quattro binari: il binario 1 è usato dai treni in direzione Clapham Junction o Londra Victoria; il binario 2 è usato dai servizi diretti a Dartford o Dalston Junction; il binario 3 è adoperato dai treni in direzione Londra Victoria o West Hampstead Thameslink; il quarto binario dai treni per Dover Priory, Ashford International, Gillingham o Sevenoaks.

## Movimento
L'impianto è servito dai treni della linea Windrush della London Overground.

Oltre a questi, effettuano fermata a Denmark Hill i treni regionali e nazionali di Thameslink e Southeastern.

## Interscambi
Nelle vicinanze della stazione effettuano fermata alcune linee urbane automobilistiche, gestite da London Buses.
- Fermata autobus